# Hyman Minsky

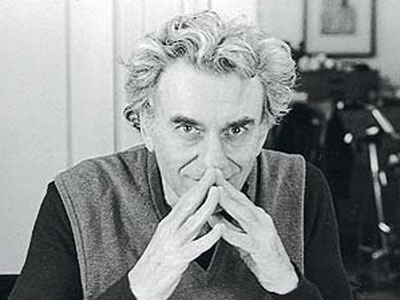
Hyman Minsky

Hyman Philip Minsky (Chicago, 23 september 1919 - Rhinebeck, 24 oktober 1996) was een Amerikaans econoom van postkeynesiaanse signatuur. Hij zocht naar een verklaring voor economische depressies en formuleerde de financial instability hypothesis. Het centrale idee daarvan is dat stabiliteit destabiliseert: in een stabiel lijkende economie heeft de financiële sector de neiging om grote risico's te nemen, die de stabiliteit ondergraven.

## Ingebakken financiële instabiliteit
Minsky's uitgangspunt was dat een Grote Depressie reeds was voorgevallen en dat een economische theorie alleen waardevol zou zijn als ze dergelijke uitkomsten überhaupt toeliet. Vandaar zijn onvrede met de neoklassieke synthese, waarvan de aannames alle frictie bij voorbaat wegnamen en feitelijk uitsloten dat het eigentijdse kapitalisme in een nieuwe depressie zou wegzinken:

Het abstracte model van de neoklassieke synthese kan geen instabiliteit genereren. Bij het opbouwen van de neoklassieke synthese worden kapitaalgoederen weggedacht, net als financieringsvormen via banken en geldschepping, beperkingen opgelegd door aansprakelijkheid, en de problemen in verband met kennis van de onzekere toekomst. Als economen en beleidsmakers beter willen doen, moeten we de neoklassieke synthese opgeven.
— Can 'It' Happen Again? Essays on Instability and Finance, 1982, blz. xiii

Voor een eigen theorie ging Minsky te rade bij Irving Fisher. Minsky combineerde diens ideeën over schulddeflatie met inzichten van zijn promotor Joseph Schumpeter en vooral Keynes. Minsky's financial instability hypothesis ziet het ontstaan van economische crises in de opeenhoping van schulden door de private sector. Ze vertrekt vanuit de vaststelling dat het courante praktijk is om investeringen in activa te financieren met leningen, waarvan de voorwaarden vrij op de markt worden bepaald. Dit houdt volgens Minsky in dat een goed draaiende economie automatisch zal ontaarden in een speculatieve zeepbel. Naarmate de herinnering aan een voorbije crisis vervaagt, nemen bedrijven en financiers genoegen met steeds kleinere veiligheidsmarges (risicopremies, debt-to-equity ratios, etc.).
De grotere beschikbaarheid van financiering zorgt ervoor dat de prijzen van de gefinancierde activa sneller stijgen dan die van geproduceerde goederen. De almaar stijgende assetprijzen lijken op hun beurt de lossere houding te rechtvaardigen en zorgen bovendien voor nog meer vraag naar investeringen. De proportie aan speculatieve leningen neemt toe (= kredieten die regelmatig geherfinancierd moeten worden) en er ontstaan zelfs ponzileningen die enkel terugbetaald kunnen worden als de waarde van het onderliggende actief blijft toenemen. Uiteindelijk komt er druk om de schuldratio's terug te dringen en kan vrij plots paniek ontstaan. De kredietlijnen bevriezen en zelfs voorzichtige hedgingleningen kunnen in de problemen komen. Slechts twee krachten kunnen de wanverhouding tussen schuldgraad en cash flow uit de onderliggende activa wegwerken: vermogensdeflatie (activa worden goedkoper) of prijsinflatie (producten worden duurder). De tweede weg leidt tot een periode van lage groei en hoge inflatie, maar is uiteindelijk zelfcorrigerend (tijdelijke stagflatie). De eerste weg is daarentegen zelfversterkend en doet de economie met lage inflatie wegzinken in een spiraal van schulddeflatie. Dit is Minsky's verklaring voor het ontstaan van depressies.
Als oplossing zag hij een sturende en regulerende rol voor de overheid, die wel haar regulering telkens aan veranderende omstandigheden zou moeten aanpassen.

## Invloed
Hoewel Minsky's ideeën enige verspreiding kenden, is zijn theorie nooit doorgedrongen in de academische handboeken of bij de beleidsmakers. Daar kwam verandering in na het uitbreken van de kredietcrisis. Het "Minskymoment" is spreekwoordelijk geworden voor het punt waarop met schulden overladen bedrijven door de opgedroogde liquiditeit gedwongen worden hun activa te verkopen, daarmee een vicieuze cirkel in gang zettend van dalende prijzen en kredietschaarste.
Postkeynesiaanse economen hebben de theorie van Minsky verder uitgewerkt en wiskundig gemodelleerd (Steve Keen). Minsky's ideeën over geld en de rol van centrale banken vormen ten dele de basis van de Modern Monetary Theory, waarvan zijn student Randall Wray een van de grondleggers is.
In 2016 wijdde Irene van Staveren een hoofdstuk aan het denken van Minsky in haar boek Wat wij kunnen leren van economen die (bijna) niemand meer leest. Onder de titel 'Het waterhoofd van de financiële sector' paste ze de gedachten van Minsky toe op de kredietcrisis. De inherente instabiliteit van de financiële sector, gericht op groei, zonder dat daar een reële ontwikkeling tegenoverstaat. Als, zo is haar redenering, voor de crisis modellen zouden zijn gebruikt die gebaseerd waren op de inzichten van Minsky, zouden de signalen voor systeemrisico's veel eerder zijn opgepikt door de toezichthouders.

## Publicaties

### Artikelen
- "Monetary Systems and Accelerator Market Changes", in: American Economics Review, 1957
- "Central Banking and Money Market Changes", in: Quaterly Journal of Economics, 1957
- "Can 'It' Happen Again?", in : Carson (red.), Banking and Monetary Studies, 1963
- "Longer Waves in Financial Relations. Financial factors in more severe depressions", in: American Economics Review, 1964
- "The Modeling of Financial Instability. An introduction", in: Modelling and Simulation, 1974
- "The Financial Instability Hypothesis. An Interpretation of Keynes and an Alternative to 'Standard' Theory", in: Challenge, 1977, blz. 20-27
- "The Financial Instability Hypothesis. A restatement", in: Thames Papers on Political Economy, 1978
- "The Financial-Instability Hypothesis. Capitalist Processes and the Behavior of the Economy", in: Kindleberger en Laffargue (reds.), Financial Crises, 1982
- "The Global Consequences of Financial Deregulation", in: Marcus Wallenberg, Papers on International Finance, 1986
- "Financial Crises: Systemic or Idiosyncratic?", 1991

### Boeken
- John Maynard Keynes, 1975
- Can 'It' Happen Again? Essays on Instability and Finance, 1982
- Stabilizing an Unstable Economy, 1986

## Voetnoten
1. ↑  van Staveren 2016, p. 41-64

- Bibsys: 90184393
- Bibliothèque nationale de France: cb12292100d (data)
- Catàleg d'autoritats de noms i títols de Catalunya: 981058523200106706
- CiNii: DA01936773
- Gemeinsame Normdatei: 119125536
- International Standard Name Identifier: 0000 0000 8404 326X
- Library of Congress Control Number: n82110156
- Nationale Bibliotheek van Letland: 000305646
- Mathematics Genealogy Project: 211256
- Bibliotheek van het Japanse parlement: 00471719
- Nationale Bibliotheek van Tsjechië: xx0113838
- Nationale Bibliotheek van Israël: 987007265432305171
- Nederlandse Thesaurus van Auteursnamen: 069911584
- Système universitaire de documentation: 031766773
- Virtual International Authority File: 102162933
- WorldCat: E39PBJqqvBHKTC7GPbBRkFv4MP